# Formosatettix cangshanensis
Formosatettix cangshanensis är en insektsart som beskrevs av Zheng, Z. och B. Mao 1997. Formosatettix cangshanensis ingår i släktet Formosatettix och familjen torngräshoppor. Inga underarter finns listade i Catalogue of Life.